# Шушкодом (село)
Шушкодо́м — село в Буйском районе Костромской области, в составе Центрального сельского поселения (ранее являлось административным центром Шушкодомского сельского поселения, ещё ранее в составе Шушкодомского сельсовета).

## История
Село расположено по старинному торговому тракту, проходившему из Вологды через Галич в Вятку. Позже по этому направлению прошла железнодорожная линия Вологда-Вятка.
Село Шушкодом возникло из церковного погоста Богородицкого. На месте старой Богородицкой церкви в 1802 году была построена новая каменная того же названия.
В 1546 году царь Иван Грозный пожаловал Ферапонтову монастырю сельцо Ефимьевское с деревнями и разрешил игумену монастыря самому судить монастырских крестьян. В то время Шушкодом и Ефимьевское входили в состав Иледомской волости. Она упоминается во владении великой княгини Евдокии Дмитриевны — жены Дмитрия Донского, а потом волость перешла к Андрею младшему — сыну Василия Васильевича Тёмного.
В 1824 г. через Шушкодом проезжал с Урала через Галич, Буй, Вологду в Петербург царь Александр I.

## Население
| 2008 | 2010 | 2014 |
| ---- | ---- | ---- |
| 391  | ↘385 | ↘75  |

## Образование
В селе Шушкодом находится: МОУ Шушкодомская средняя школа Буйского Муниципального района.

## Достопримечательности
Церковь Собора Пресвятой Богородицы (1802 год; разрушена в 1950-х).